# Asterechinus elegans
Genre
Espèce
Asterechinus elegans est une espèce d'oursins de la famille des Trigonocidaridae, la seule du genre Asterechinus.

## Caractéristiques
Ce sont des oursins dits « réguliers », caractérisés par un test (coquille) rond couvert de radioles (piquants) réparties sur tout le corps. La bouche se situe au centre de la face orale (inférieure), et l'anus à l'opposé, au sommet de l'apex de la face aborale.
Ce sont des oursins blancs, pourvus sur la face aborale d'un motif d'un blanc plus pur en forme d'étoile à 5 branches. Leurs radioles sont droites, et les plus longues (dites « primaires ») sont alignées en méridiens bien visibles.

## Écologie et comportement
Il se nourrit au moyen de sa puissante mâchoire appelée « Lanterne d'Aristote », située directement en contact avec le substrat.
La reproduction est gonochorique, et mâles et femelles relâchent leurs gamètes en même temps en pleine eau, où œufs puis larves vont évoluer parmi le plancton pendant quelques semaines avant de se fixer.